# Boris Dlugosch
Boris Dlugosch (* 2. August 1968 in Hamburg) ist ein deutscher House-Musiker. Seine Karriere als DJ begann Dlugosch in der Hamburger Diskothek FRONT, wo er den typischen Deep-House-Sound prägte. Sein größter kommerzieller Erfolg war die Single Never enough, eine Zusammenarbeit mit der Moloko-Sängerin Róisín Murphy.
Neben seinen Tätigkeiten als Solokünstler unter eigenem Namen und als Remixer war er Mitglied folgender Musikprojekte: Altered States und BMR (beide mit Michi Lange), Booom! (mit Inaya Davis und Mousse T.), Les Visiteurs (mit Michi Lange und Tommie Sunshine), Peppermint Jam Allstars (mit Michi Lange und Mousse T.) und Subtle Houzze (mit Gary D.).
Dlugosch remixte u. a. Moloko (Sing it back), Mousse T. (Horny) und Röyksopp (Eple).
Beim Jugendsender N-Joy ist er von Beginn an Resident-DJ und unterhält seit vielen Jahren seine eigene Sendung. Der Name hat sich mit den Jahren geändert; von Nonstop Power Hitmix über Nonstop Power House Mix zu Boris Dlugosch In The Mix. Später bekam Dlugosch auch einen Sendeplatz auf MDR Sputnik. Dort heißt die Sendung Boris Dlugosch - Der Mix.

## Diskografie

### Singles
- Keep pushin’ (1996) (Boris Dlugosch presents Booom!)
- Hold your head up high (1997) (Boris Dlugosch presents Booom!)
- Never enough (2001) (Boris Dlugosch feat. Róisín Murphy)
- Bangkok (2009) (Boris Dlugosch)
- Traveller EP (2017) (Boris Dlugosch feat. Cassara)

## Auszeichnungen
- Dance Music Award
  - 2001: Kategorie Bester DJ national[2]
- International Dance Music Awards
  - 2016: Kategorie Best Indie Dance Track (mit Purple Disco Machine für L.O.V.E.)[3]

## Belege
1. ↑  Chartquellen: DE UK1 UK2 UK3
2. ↑  German Dance Award 2001. In: Dance Music Award. 9. Dezember 2001, abgerufen am 7. September 2022 (deutsch).
3. ↑  Magnetic: The Winners of the 31st Annual International Dance Music Awards. 24. März 2016, abgerufen am 7. September 2022 (amerikanisches Englisch).